# Elaphoglossum tabanense
Elaphoglossum tabanense là một loài dương xỉ trong họ Dryopteridaceae. Loài này được André ex Christ mô tả khoa học đầu tiên năm 1899.